# Funambulus
Funambulus é um gênero de roedores da família Sciuridae.

## Espécies
- Funambulus layardi (Blyth, 1849)
- Funambulus palmarum (Linnaeus, 1766)
- Funambulus pennantii Wroughton, 1905
- Funambulus sublineatus (Waterhouse, 1838)
- Funambulus tristriatus (Waterhouse, 1837)